# Ernst Norlind
Ernst Ludvig Norlind (* 25. April 1877 in Vellinge; † 16. Dezember 1952 auf Borgeby slott, Lomma bei Lund) war ein schwedischer Maler und Schriftsteller.

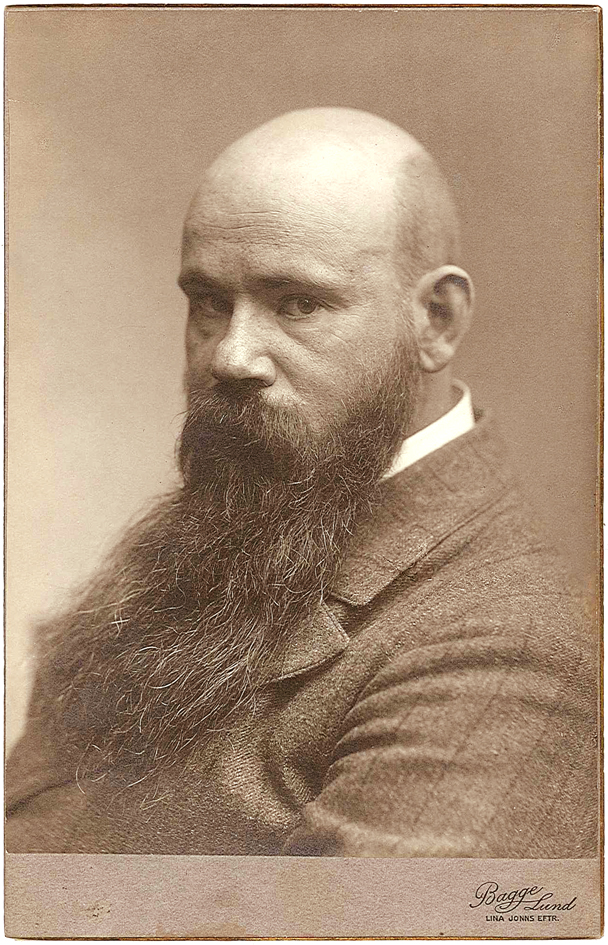
Ernst Norlind (1877–1952)
Foto: Per Bagge

## Leben

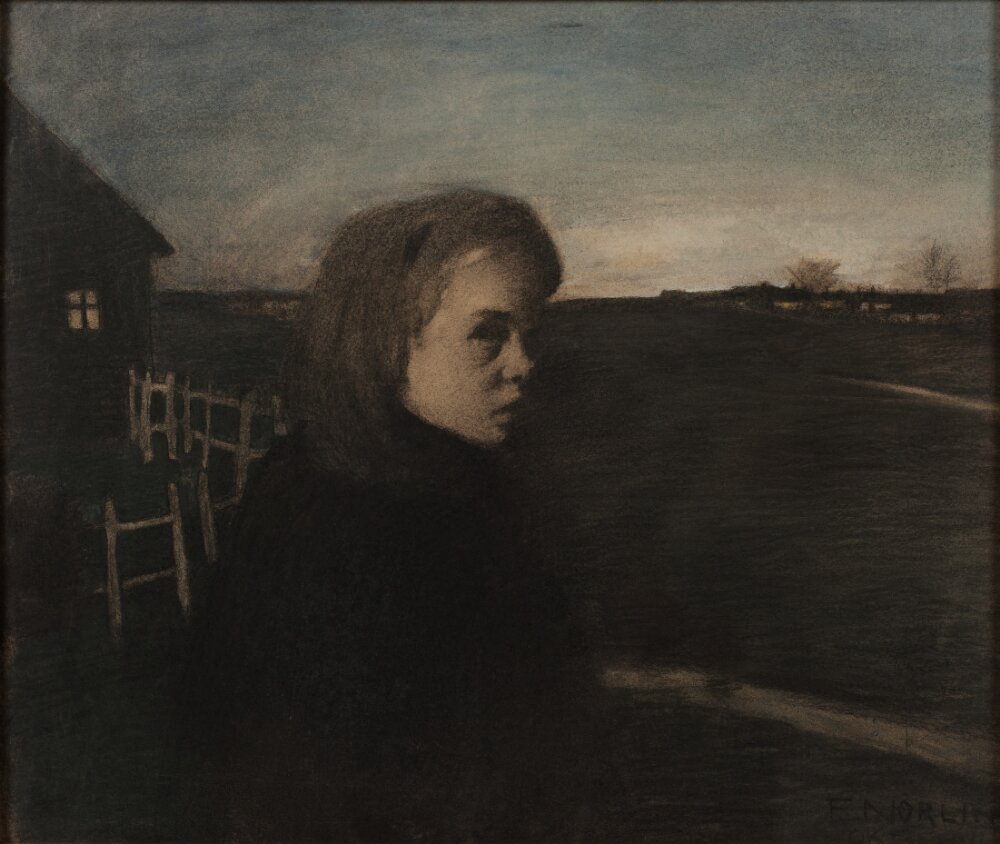
Ernst Norlind: Samstag Nacht (1904)

Ernst Norlind wurde 1877 als Sohn des Pfarrers Lars Christenson und seiner Frau Johanna Norlind geboren in Vellinge, einer Gemeinde in der südschwedischen Provinz Schonen (Skåne). Er, wie auch seine vier Geschwister, trug den markanteren Namen seiner Mutter. Nach der Schulzeit an der Schule des Doms in Lund studierte er drei Jahre an der dortigen Universität mit dem Bachelor-Abschluss 1898. Norlind ging 1901 für ein Jahr nach Deutschland, wo er bei Adolf Hölzel an dessen „Dachauer Malschule“ Unterricht nahm. Nach krankheitsbedingter Rückkehr in seine Heimat war er in den Jahren 1902/03 erneut bei Hölzel in Dachau.
1904 war Norlind auf Schloss Borgeby, einem für seine Kultursalons bekannten Ort, seit 1888 seiner späteren Frau Hanna Larsdotter (1866–1953) gehörend. Hier traf er als Gastgeber auf literarische Gäste wie die schwedische Pädagogin und Schriftstellerin Ellen Key und den mit ihr freundschaftlich verbundenen Rainer Maria Rilke. Auch die Malerin Tora Vega Holmström oder später die Schriftsteller Anders Österling und Birger Sjöberg waren hier zu Gast. 1905 weilte er zu weiteren Studien in Paris, wo er dank Rilke die Bekanntschaft mit Auguste Rodin machte. 1907 heiratete er Hanna Larsdotter, der gemeinsame Sohn Staffan wurde 1909 geboren. Um 1911 kam auch sein Lehrer Hölzel mit seiner Frau zu Besuch nach Borgeby.
Norlind war ein vielseitiger Künstler, der in einer Vielzahl von kulturellen Aktivitäten in Schonen engagiert war. Er war es, der die Landschaft Schonens in Gemälden, Kohlezeichnungen und verschiedenen grafischen Techniken verewigte. Außerdem malte er viele Motive aus der Vogelwelt und hier vor allem Störche und wurde im Volksmund als „Maler der Störche“ bekannt. Ebenso schrieb er auch Gedichte, Memoiren und Romane. In den 1930er Jahren während einer depressiven Phase ging er für mehr als zwei Jahre nach Assisi, er suchte die „poetische Einsamkeit“, die Demut der franziskanischen Tradition. Norlind war auch Musiker, er spielte Geige und wurde in den 1940er Jahren ein bekannter Geschichtenerzähler im Radio. Ernst Norlind starb 1952 im 75. Lebensjahr auf Schloss Borgeby. Nach dem Tode seines Sohnes Staffan (1909–1978), der auch als Maler tätig war, wurde das Schloss in eine Stiftung umgewandelt, heute wird dort in einem Museum Norlinds Schaffen gezeigt. Norlinds Werke sind im Nationalmuseum und Prinz Eugens Waldemarsudde in Stockholm, Göteborg Museum of Art und Malmö Museum vertreten.
Ernst Ludvig Norlinds Geschwister wurden zum Teil ebenfalls bekannt: Tobias Norlind (1879–1947) als Musikhistoriker, Museumsdirektor und Autor; Arnold Norlind (1883–1929) als Dozent, Geograph, Autor und Übersetzer. Die weiteren Geschwister waren die ältere Schwester Laura Concordia Norlind (1875–1960) und der jüngste Bruder Josef Yngve Valentin Norlind (1887–1976).

## Werke (Auswahl)
Maler

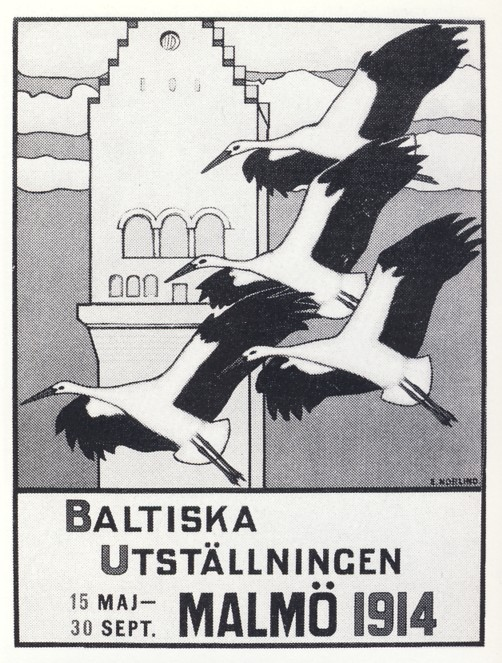
Ernst Norlind: Ausstellungsplakat

- 1914 Baltiska Utställningen i Malmö 1914 (Plakat der Baltischen Ausstellung 1914)[1]
- 1915 Örn i flykt över vatten (Adler im Flug über dem Wasser)
- 1916 Skånskt landskap med björkar(Landschaft in Schonen mit Birken)
- 1917 Höstregn, landskap med träd och byggnader (Herbstregen, Landschaft mit Bäumen und Gebäuden)
- 1919 Skånegård bland fält (Alter Bauernhof zwischen den Feldern)
- 1933 Stork i kärr (Storch im Sumpf)
- 1947 Skänegård (Alter Bauernhof)
- 1947 Stork i sommarlandskap (Storch in Sommerlandschaft)
- 1948 två storkar i vårlandskap (Zwei Störche in Frühlingslandschaft)[2]

Autor
- 1907 Dikter, mit Zeichnungen Norlinds (Gedichte)
- 1908 Uppgörelse, Kammerspiel in drei Akten (Kraftprobe)
- 1928 Akvamarinen, Roman
- 1929 Minnena, Roman (Erinnerungen)
- 1934 I helgonets spår, Franciscusnoveller (Auf der Spur der Heiligen, Franziskus-Novelle)
- 1935 Jag blev en eremit: religiösa självbekännelser (Ich wurde ein Einsiedler: religiöse Geständnisse)
- 1939 Borgebyminnen (Borgeby Erinnerungen)
- 1940 Livsouvertyr: händelser ur en barndom och ungdom (Des Lebens Ouvertüre: Ereignisse einer Kindheit und Jugend)
- 1941 Franciscusår: legender och händelser från Assisi (Franziskus: Legenden und Ereignisse von Assisi)
- 1943 Unga konstnärsår i Dachau och Paris (Junge Künstlerjahre in Dachau und Paris)[2]